# Einstein-Elevator

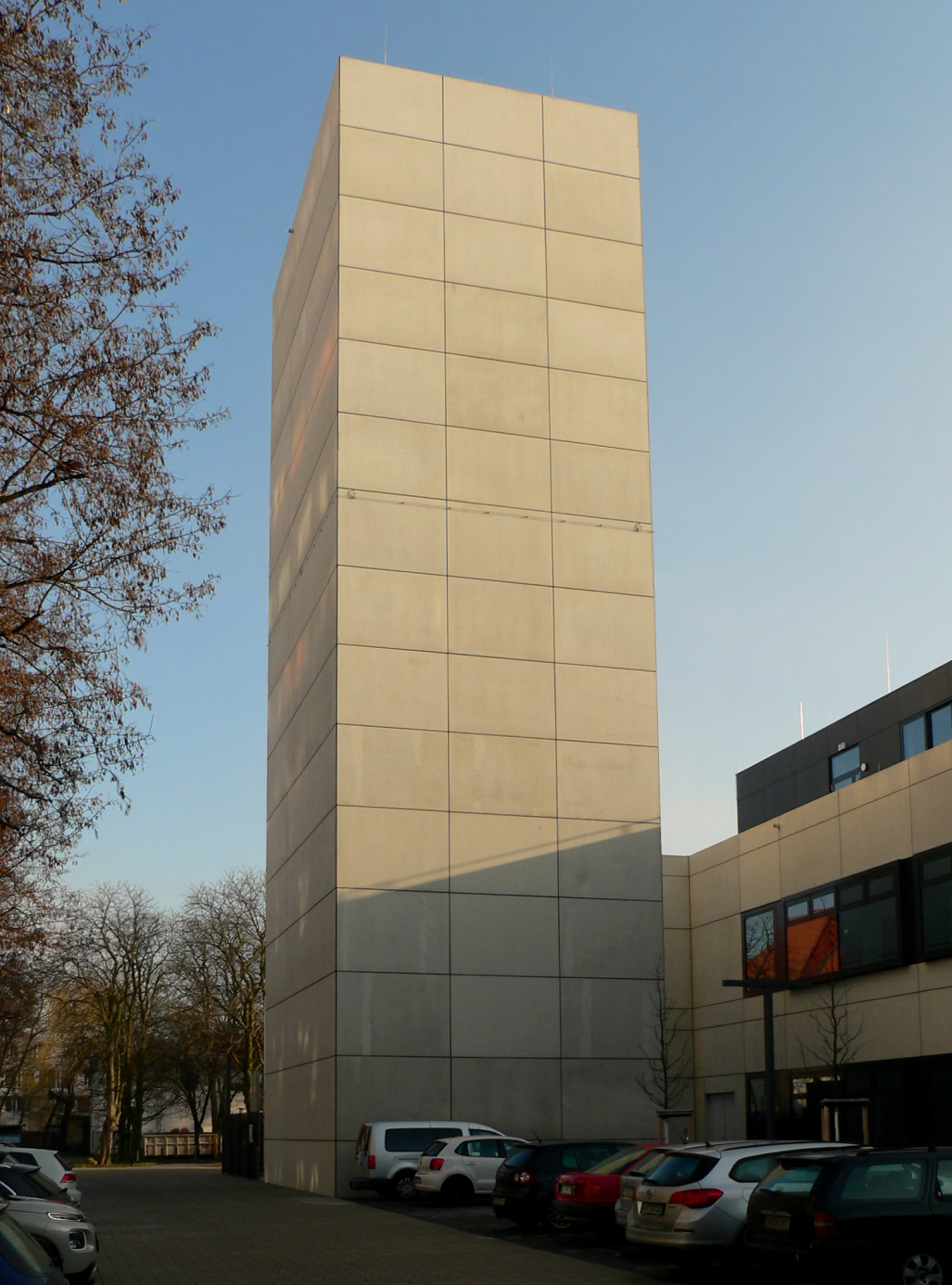
Turmförmiger Gebäudeteil des Einstein-Elevators

Der Einstein-Elevator (englisch: Elevator steht für Aufzugsanlage) ist eine Forschungsplattform für erdgebundene Experimente unter Schwerelosigkeit. Im Vergleich zum Betrieb von Falltürmen kann dabei eine deutlich höhere Wiederholrate erreicht werden. Außerdem werden durch die Führungen geringere Rotationsbewegungen erreicht als im freien Fall. Der erste „Flug“ der Kapsel im Einstein-Elevator erfolgte im Oktober 2019 während der Forschungsbetrieb 2020 aufgenommen wurde. Die Anlage ist Teil des Hannover Institute of Technology (HITec) der Leibniz Universität Hannover.

## Theorie
Die theoretische Grundlage für den Einstein-Elevator bildet Albert Einsteins Gedankenexperiment zum Äquivalenzprinzip, daher der Name Einstein-Elevator. Dieses besagt, dass ein Beobachter in einem geschlossenen Zimmer experimentell nicht nachweisen kann, ob sich das Zimmer beispielsweise im Schwerefeld der Erde mit der Erdbeschleunigung befindet oder ob das Zimmer im Weltraum eine Beschleunigung erfährt. Ebenso kann der Beobachter nicht nachweisen, ob sich das Zimmer im Weltraum unter Schwerelosigkeit oder im Schwerefeld der Erde im freien Fall befindet.

## Konzept und Aufbau

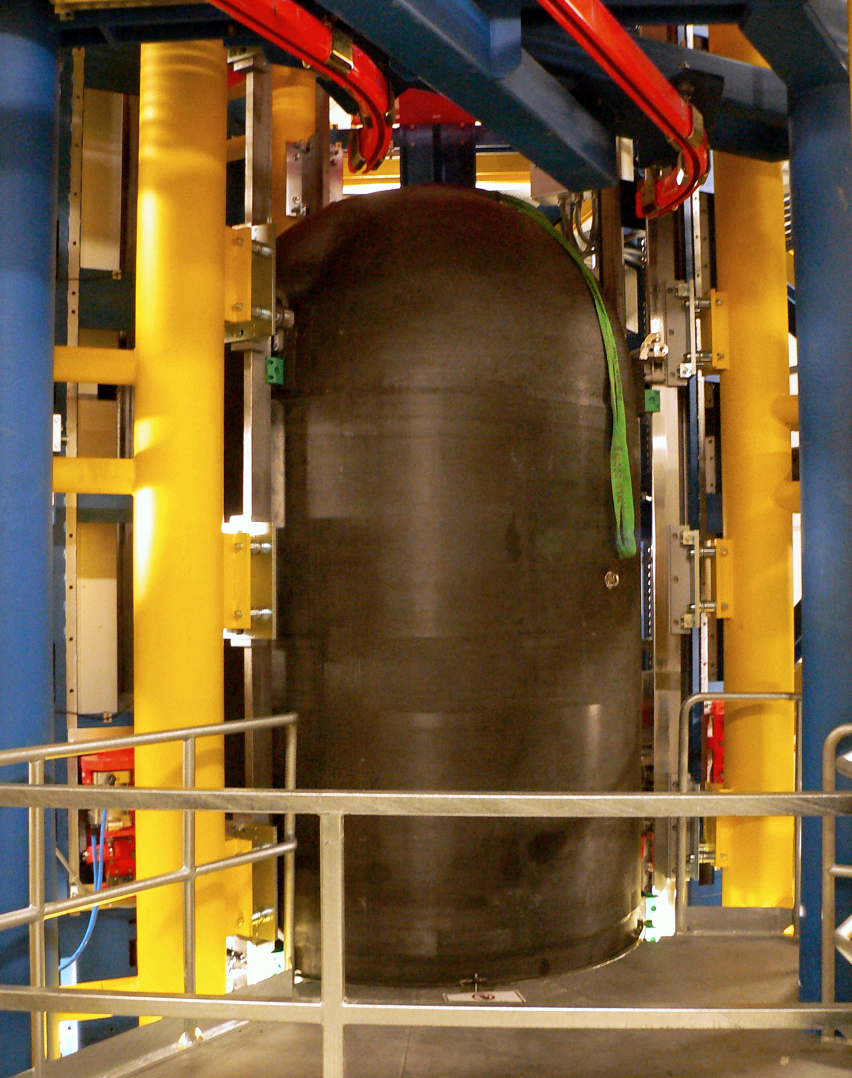
Die Fallkapsel

In klassischen Falltürmen, wie dem Fallturm Bremen, wird das Experiment in einer großen Vakuumröhre entweder in einer Fallkapsel abgeworfen oder durch ein Katapult abgeschossen. Der Einstein-Elevator ist eine Abwandlung des klassischen Fallturms, da nicht die gesamte Turmröhre als Vakuumkammer dient. Stattdessen wird das Vakuum in einer kleinen Vakuumkammer, der sogenannten Gondel, erzeugt, in welche der Experimentträger eingebracht wird. Die Gondel wird durch Linearmotoren vertikal mit Erdbeschleunigung beschleunigt. Diese Bewegung entspricht weitgehend einem freien Fall. Das Experiment im Inneren der Gondel befindet sich dadurch in Schwerelosigkeit. Es kann ohne mechanische Verbindung zur Gondel für vier Sekunden schweben.
Anders als bei einem Fallturm muss nicht der ganze Turm, sondern nur die Gondel evakuiert werden. Dadurch ergibt sich eine Wiederholrate von bis zu 300 Versuchen pro Tag.

### Konstruktion
Die Turmkonstruktion des Einstein-Elevators besteht aus einem inneren Tragwerk für die Antriebsführung der Linearmotoren und einem äußeren Tragwerk für die Gondelführung, da elektrische Antriebe und Rollenführungen, wie sie beispielsweise in Aufzugsanlagen eingesetzt werden, stets Schwingungen erzeugen. Durch die Turm-in-Turm-Konstruktion soll erreicht werden, dass diese Störeinflüsse die Experimente im Gondelinneren nicht beeinflussen. Die Bedingungen des freien Falls sind im Einstein-Elevator über eine Strecke von 20 m erfüllt, woraus sich eine Dauer der Schwerelosigkeit von ca. 4 Sekunden ergibt. Die Nutzlast, welche für Experimente zur Verfügung steht, soll maximal 1.000 kg betragen bei einem Versuchsträgerdurchmesser von 1,7 m und einer Höhe des experimentellen Aufbaus von 2 m.

### Ablauf
Für ein Experiment wird die Gondel zunächst mit fünffacher Erdbeschleunigung aufwärts beschleunigt, bis sie eine Geschwindigkeit von etwa 20 m/s erreicht hat. Für diese Beschleunigung werden Linearmotoren eingesetzt. Damit das Experiment sich vom Gondelboden löst, wird die Gondel nach der Beschleunigungsphase für kurze Zeit etwas stärker als Erdbeschleunigung abwärts beschleunigt. Anschließend wird die Gondel möglichst genau mit Erdbeschleunigung abwärts beschleunigt. Dazu gleichen die Linearantriebe den Luft- und Rollwiderstand der Gondel in der Gondelführung aus. Das Experiment erfährt dabei eine maximale Restbeschleunigung von 10−6 g. Kurz vor Ende des freien Falls wird die Gondel mit leicht weniger als Erdbeschleunigung abwärts bewegt, damit das Experiment kontrolliert wieder auf der Gondel aufsetzt. Anschließend wird die Gondel mit Hilfe von Wirbelstrombremsen zum Stillstand gebracht.

### Gebäude

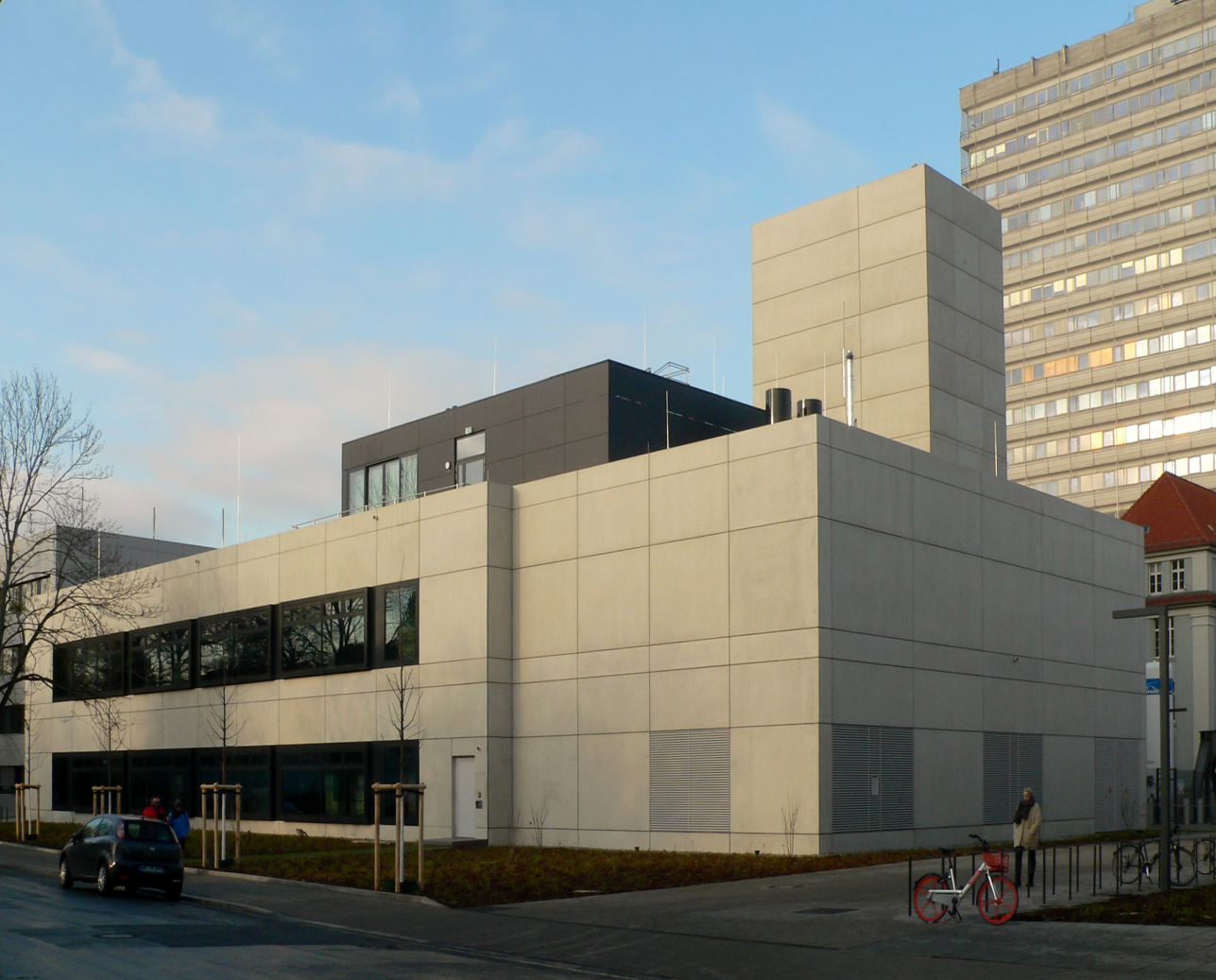
Der HITec-Forschungsbau mit dem Einstein-Elevator, 2019

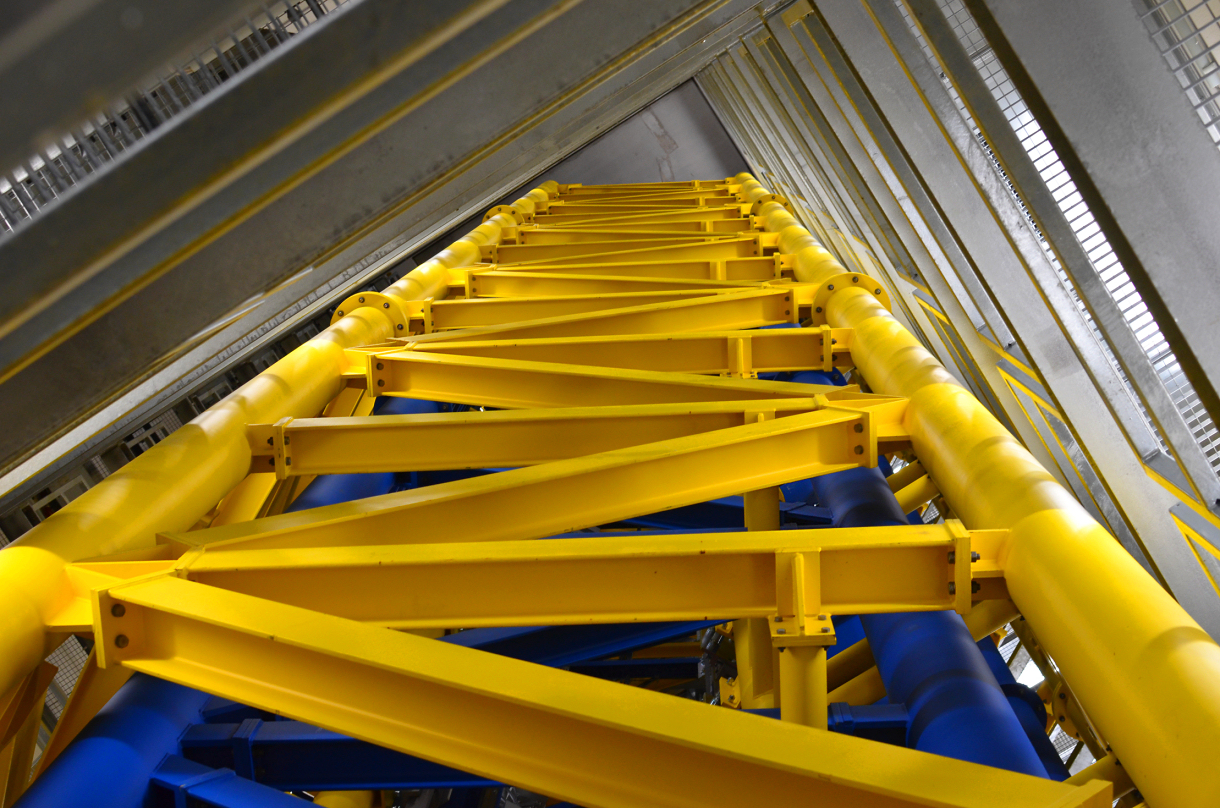
Das Tragwerk im Inneren des Einstein-Elevators

Der Einstein-Elevator ist in einem separaten Gebäudeteil des HITec-Neubaus untergebracht, dessen Grundsteinlegung Anfang 2015 erfolgte und dessen Richtfest Mitte 2016 vorgenommen wurde. Die Fertigstellung des Forschungsbaus war für Ende 2017 geplant. Der turmähnliche Gebäudeteil hat eine Höhe von ca. 30 m über Erdniveau und eine Gesamthöhe von ca. 40 m. Das unterste Kellergeschoss liegt ca. 10 m unter Erdniveau. Die Betonhülle des Bauwerkes ist mechanisch vom Rest des HITec-Gebäudes entkoppelt, was Störeinflüsse in den sensiblen Laboren vermeiden soll.

## Forschung
Die Forschungsschwerpunkte am HITec liegen in den Bereichen der Quantenphysik, -optik und -sensorik sowie Festkörperphysik und Geodäsie. „Neben Grundlagenforschung im Bereich der Quantentechnologien zielt das Forschungsvorhaben des HITec auf die Entwicklung von neuen Quantentechnologien und die Realisierung von neuen hoch präzisen und empfindlichen Quantensensoren.“ Der Einstein-Elevator dient dabei unter anderem der Erprobung dieser neuen Technologien. Denn aufgrund der hohen Wiederholrate von 300 Versuchen pro Tag können mit dem Einstein-Elevator Experimente statistisch/quantitativ durchgeführt werden.